# Nannochloropsis
Nannochloropsis è un genere di alghe che comprende 6 specie identificate fino a questo momento. L'attuale classificazione tassonomica si deve a Hibberd (1981) che è stato il primo a caratterizzare questo genere. Le specie note sono prevalentemente caratteristiche di ambienti marini ed oceanici, tuttavia sono state osservate anche specie che vivono in acqua dolce. Tutte le specie di Nannochloropsis sono cellule sferoidali piccole e prive di strutture motorie e non sono stati osservati tratti morfologici caratteristici che permettano di distinguere le varie specie fra loro utilizzando l'osservazione al microscopio. Le varie specie tuttavia possono essere chiaramente distinte fra loro se si analizza uno dei geni codificanti per l'RNA ribosomale, denominato 18S gDNA.
Nannochloropsis ha solo clorofilla a ed è assolutamente priva di clorofille b e c che sono invece comuni nelle microalghe evolutivamente vicine. Accumula grandi concentrazioni di vari pigmenti come astaxantina, zeaxantina e cantaxantina.
Queste alghe hanno una struttura morfologica cellulare molto semplice e presentano molte meno strutture interne delle alghe che gli sono evolutivamente più vicine. Hanno un diametro di circa 2 micrometri.
Vengono considerate alghe molto promettenti per diverse applicazioni industriali. La ragione principale è la loro facoltà di accumulare grandi quantità di acidi grassi polinsaturi al loro interno in diverse condizioni di crescita. Una seconda ottima ragione è costituita dalla grande manipolabilità genetica di queste microalghe, che consentirebbe di migliorare in poco tempo la resa delle colture e la tipologia di molecole che si possono ottenere da queste colture algali. Le cellule di Nannochloropsis possono accettare DNA dall'esterno e alcuni ceppi sono anche in grado di integrarlo nel proprio genoma per ricombinazione omologa.
Al momento queste alghe sono largamente coltivate al livello industriale per produrre cibo altamente energetico per nutrire pesciolini e rotiferi. Tuttavia recentemente hanno attratto principalmente attenzione per gli studi legati alla produzione di biodiesel a partire da micro-organismi che crescono grazie alla sola luce del sole. Nannochloropsis è anche un ghiotto prodotto per l'alimentazione umana, è infatti utilizzata per produrre integratori alimentari ed è servita anche in alcuni ristoranti .
Questa alga in Italia è particolarmente abbondante nella laguna di Comacchio, dove la specie N. gaditana è addirittura infestante

## Specie
Le specie note e classificate al momento sono:
- N. gaditana
- N. granulata
- N. limnetica
- N. oceanica
- N. oculata
- N. salina

## Genomi diNannochloropsissequenziati
La comunità scientifica ha ottenuto i genomi di diversi ceppi di Nannochloropsis appartenenti a due specie: N. gaditana e N. oceanica. È disponibile in rete un portale basato sul genoma di  N. gaditana B-31 che consente di accedere alla gran parte delle informazioni genomiche disponibili riguardo a Nannochloropsis. Inoltre sono state pubblicate anche delle pagine dedicate ai genomi di N. gaditana CCMP526 Archiviato il 29 ottobre 2013 in Internet Archive. e N. oceanica CCMP1779.
I genomi dei ceppi di Nannochloropsis sequenziati sono grandi circa 28.5-29 mega basi, sono caratterizzati da un'alta densità di geni, un ridotto contenuto di introni e sequenze intergeniche molto corte, inoltre ci sono relativamente poche sequenze ripetute. I genomi delle due specie sequenziate sono molto simili fra loro.
L'analisi dei genomi ha messo in evidenza che queste alghe possiedono i geni che gli consentono di sintetizzare ed allocare nella parete cellulare cellulosa e fucani solfati e che sono in grado di conservare carbonio ed energia in polimeri di glucosio β-1,3- e β-1,6-chiamati crisolaminarine. Un'analisi tramite spettroscopia NMR fatta su cellule intere di Nannochlorpsis cresciute in autotrofia  ha permesso di evidenziare la presenza di cellulosa nelle pareti cellulari e di crisolaminarine parzialmente mobili, probabilmente in soluzione nei vacuoli.
L'analisi comprata dei geni coinvolti nel metabolismo dei lipidi in N. gaditana e nelle alghe rosse/verdi/brune e diatomee ha fornito alcune indicazioni riguardo all'ingente accumulo di lipidi nelle colture di Nannochloropsis. L'analisi infatti ha rivelato che Nannochloropsis ha un set più numeroso di geni coinvolti nella sintesi dei trigliceridi rispetto alle altre alghe prese in considerazione. In entrambe le specie di Nannochloropsis sequenziate è stato trovato un alto numero di lipasi, che contribuiscono al metabolismo dei trigliceridi attraverso la degradazione dei trigliceridi e il rimodellamento dei lipidi. Molte di queste lipasi sembrano appartenere a una famiglia genica esclusiva di Nannochloropsis.
L'analisi dei dati genomici e trascrittomici suggerisce che sia in N. gaditana che in N. oceanica siano presenti RNA con funzione regolatoria ed in particolare miRNA.
In Nannochloropsis  sono stati trovati inoltre gli diversi ortologhi di proteine che sono note come sensori della luce blu. Questo consente di ipotizzare che sia presente qualche forma di controllo circadiano in queste microalghe.

## Accumulo di olio nelle cellule in assenza di azoto
Quando vengono coltivate in condizioni di crescita normali con terreno di coltura f/2 standard  Archiviato il 29 ottobre 2013 in Internet Archive. con aggiunta di nitrato, le cellule di Nannochloropsis hanno un contenuto medio di olio al loro interno pari a circa il 30% del loro peso secco. Questo olio è utilizzabile per fare biodiesel. Perché il processo di produzione di biodiesel da Nannochloropsis sia efficiente, è necessario aumentare la resa di olio dalle colture. È stato osservato che diverse condizioni di coltura aumentano il contenuto medio di olio per cellula, ma rallentano al tempo stesso la crescita delle alghe rispetto alle condizioni normali di coltura, abbassando così la resa complessiva. Fra le varie condizioni che producono questo effetto, c'è la deprivazione di azoto dal terreno di coltura. Si tratta di una delle condizioni di crescita più studiate, per la quale sono stati riportati i parametri di crescita delle alghe in vari impianti e per la quale conosciamo anche la caratterizzazione fisiologica e molecolare delle alghe in coltura.
Vari ceppi di Nannochloropsis accumulano fino al 60% - 70% di lipidi rispetto alla massa totale quando crescono in assenza di azoto. Inoltre non cambia solo la quantità totale di lipidi ma anche la loro composizione. È stato osservato che la quantità di trigliceridi prodotti dalla coltura aumenta vistosamente in risposta alla deprivazione di azoto, mentre la quantità di altri lipidi, essenzialmente glicerolipidi, acidi grassi liberi e diacilgliceroli, diminuisce lievemente. Poiché l'aumento di trigliceridi è più grande della diminuzione degli altri lipidi, si deduce che le cellule sono impegnate a sintetizzare ex novo i trigliceridi piuttosto che a trasformare i lipidi tutti gli altri in trigliceridi.
Mentre si accumulano i trigliceridi e diventano visibili all'interno delle cellule cospicue gocce di olio, avvengono anche altri importanti cambiamenti morfologici. I cloroplasti si rimpiccioliscono e la quantità di lipidi che sono caratteristici delle membrane plastidiali diminuisce in modo significativo. La resa dell'attività fotosintetica è più bassa nelle cellule che crescono senza azoto rispetto a quelle che crescono in condizioni sufficienti di nutriente, però è comunque sufficiente a tenere in vita le cellule e supportare la crescita della coltura. Un esperimento riportato da Simionato et al. infatti dimostra che se la fotosintesi viene inibita le cellule smettono immediatamente di crescere. Pertanto la crescita delle colture in deprivazione di azoto è supportata dalla conversione della luce solare e non dalla degradazione di carboidrati o lipidi di riserva all'interno delle cellule.
Quando viene coltivata in condizioni normali di crescita e deprivata di azoto,  Nannochloropsis continua a crescere per circa 4-5 giorni. L'analisi dell'espressione genica rivela che le cellule cresciute in deprivazione di azoto attivano un meccanismo di assimilazione e ridistribuzione dell'azoto intracellulare che gli consente di sopravvivere riorganizzando parzialmente il metabolismo. I geni responsabili per l'assimilazione dell'ammonio libero in molecole di glutammato (L-glutamine + 2-oxoglutarate + NADPH + H+ ←→ 2 L-glutamate + NADP+) sono sovra-espressi e aumentano la capacità delle cellule di assimilare quantità anche minime di ammonio eventualmente presenti nel mezzo, ma soprattutto consentono alle cellule di riciclare l'ammonio presente all'interno delle cellule stesse che viene rilasciato da processi degradativi. La trascrittomica mostra che nelle colture di Nannochloropsis in deprivazione di azoto, diverse vie degradative che portano al rilascio di azoto sono sovra-espresse al livello di mRNA. Inoltre i geni che codificano per proteine coinvolte nella degradazione regolata di altre proteine e nelle formazione di vescicole di autofagocitosi sono anche sovra-espressi.
Il macchinario per l'espressione genica del cloroplasto e del mitocondrio è notevolmente ridotto nelle cellule di Nannochloropsis cresciute in assenza di azoto.
Corteggiani Carpinelli e colleghi (2013) riportano un'analisi completa dell'espressione genica di Nannochloropsis coltivata in condizioni normali di crescita e deprivata di azoto per 3 giorni e 6 giorni. Dati ottenuti crescendo Nannochloropsis in condizioni analoghe sono stati anche prodotti da Radakovits et al. (2012) e da Viler et al. (2012). Tutti questi dati mostrano che i geni coinvolti nella biosintesi degli acidi grassi e dei trigliceridi sono sempre abbondanti nelle cellule di Nannochloropsis e che la loro espressione non è correlata con la quantità di lipidi accumulata nelle cellule. Inoltre non si registrano neanche cambiamenti significativi di espressione dei geni coinvolti nella degradazione dei trigliceridi. Questi dati sperimentali conducono alla conclusione generale che Nannochloropsis produce normalmente trigliceridi e che la riorganizzazione metabolica della cellula in risposta alla deprivazione di azoto aumenti il flusso di substrati che entrano nella via biosintetica dei trigliceridi, che a sua volta è in grado di trasformarli e di portare all'accumulo dei prodotti. Corteggiani Carpinelli e colleghi (2013) avanzano l'ipotesi che, in queste condizioni sperimentali, la fotosintesi sia la principale fonte di energia della cellula e la riduzione dell'efficienza dell'attività mitocondriale sia determinante per l'accumulo dei substrati che entrano nella via biosintetica degli acidi grassi. L'aumento degli acidi grassi conduce poi all'aumento dei trigliceridi ed al loro accumulo in vescicole oleose all'interno delle cellule.
Dong et al. (2013) riferiscono di un esperimento in cui quantificano l'abbondanza di varie proteine in colture di Nannochloropsis aerate con un supplemento di CO2 e deprivate di azoto. Nonostante le condizioni sperimentali siano diverse da quelle utilizzate per gli esprimenti di trascrittomica, i dati di proteomica ottenuti in questo modo sembrano confermare l'ipotesi che l'aumento del flusso metabolico attraverso la via di biosintesi degli acidi grassi sia la principale causa dell'accumulo di olio all'interno delle cellule. Gli autori avanzano l'ipotesi che, nelle loro condizioni sperimentali, la degradazione degli zuccheri di riserva e la sovra-espressione delle proteine coinvolte nella glicolisi siano responsabili per l'accumulo di substrati che entrano nella via di biosintesi degli acidi grassi.
Recentemente Li e colleghi (2014)   hanno ottenuto dati sperimentali molto approfonditi da colture di "Nannochloropsis oculata" IMET1 cresciuta in presenza ed assenza di azoto. Secondo le loro analisi il catabolismo dei carboidrati e delle proteine, insieme all'aumento dell'espressione di varie vie metaboliche (la glicolisi citosolica che produce piruvato; la sintesi di acetil-CoA nel cloroplasto; e l'accoppiamento nel mitocondrio del ciclo di Krebs con la b-ossidazione) sono da ritenersi responsabili per l'aumento del flusso di substrati che alimentano la biosintesi degli acidi grassi. Tuttavia, secondo gli autori, non sarebbe l'aumento degli acidi grassi prodotti a determinare l'accumulo di olio dentro le cellule, bensì l'aumento dei trigliceridi prodotti a partire da quegli acidi grassi. In altre parole sarebbe la regolazione dei geni coinvolti nella sintesi dei trigliceridi ad essere principalmente responsabile della più veloce sintesi dei trigliceridi stessi e quindi dell'accumulo di questi in vescicole oleose all'interno delle cellule.